# Istraživanje svemira
Istraživanje svemira otkrivanje je i istraživanje nebeskih struktura u svemiru kroz razvoj i rast svemirske tehnologije. Dok proučavanje svemira uglavnom rade astronomi pomoću teleskopa, fizičko istraživanje svemira obavljaju bespilotne robotske svemirske sonde i svemirski letovi. Istraživanje svemira u užem smislu naziv je za djelatnost istraživanja područja izvan planeta Zemlje, koja uključuje neposrednu prisutnost umjetnih fizičkih objekata i ljudi na tom području. U širem smislu, istraživanje svemira uključuje sve gore navedene aktivnosti koje se mogu provoditi u vojne, gospodarske i neke druge svrhe.
Istraživanje svemira vuče korijene iz razvoja raketne tehnologije u prvoj polovici 20. stoljeća, ali zamah je dobilo tek nakon završetka Drugog svjetskog rata i početka Hladnog rata. Tada su suparničke velesile SAD i SSSR zaključile, da će eventualni Treći svjetski rat odlučiti uporaba interkontinentalnih balističkih projektila čiji je razvoj i usavršavanje povlačio za sobom nužnost istraživanja ne samo gornjih slojeva Zemljine atmosfere, već i svemira. Godine 1945. britanski znanstvenik Arthur C. Clarke iznio je ideju postavljanja umjetnih satelita u Zemljinu orbitu, što su i velike sile prepoznale kao mogućnost za uspostavu komunikacijskog sustava, odnosno prikupljanje podataka o neprijatelju.
Zbog svega toga, krajem 1940-ih, počela je svemirska utrka između dviju supersila. Od početka je SSSR bio u prednosti, a 4. listopada 1957. godine lansiran je prvi umjetni satelit iz programa Sputnjik, što predstavlja početak svemirske ere. Četiri godine kasnije, Jurij Gagarin postao je prvi čovjek u svemiru. SAD je odgovorio pokretanjem ambicioznog programa Apollo, čiji je cilj bio iskrcavanje astronauta na Mjesec. Nakon što je taj cilj ostvaren 21. srpnja 1969., američka ga je javnost shvatila kao vrhunsko postignuće koje u dogledno vrijeme neće biti premašeno te je počela gubiti interes za istraživanje svemira, što se postupno odrazilo i na politički establišment.[nedostaje izvor]
Gubitak utrke za Mjesec preusmjerio je sovjetski svemirski program prema još ambicioznijem, ali i teže ostvarivom cilju iskrcavanja ljudske posade na Mars. Stoga su 1970-ih uloženi veliki napori da se usavrši dugoročno održavanje ljudi u svemiru. Rezultat tih nastojanja bila je izgradnja prvih svemirskih postaja, odnosno održavanje stalne ljudske prisutnosti u Zemljinoj orbiti. U isto vrijeme, Amerika se koncentrirala na nešto praktičniji cilj razvoja orbitalnog transportnog vozila koje bi se moglo koristiti više puta. Rezultat tih napora bio je Space Shuttle, letjelica čiji je prvi model uspješno lansiran 1981. godine. 
Završetak Hladnog rata zadao je veliki udarac daljnjem istraživanju svemira, jer su pobjedničke SAD izgubile značajan poticaj, a Rusija (nasljednica SSSR-a) političku i drugu infrastrukturu za ambicioznije projekte. Pojačale su se i kritike istraživanja svemira čiji zagovornici smatraju da je to besmisleno rasipanje golemih resursa koje bi bilo bolje utrošiti na rješavanje gorućih problema na samom planetu Zemlji. Mnogi također smatraju da istraživanje svemira mora biti ograničeno samo na sonde koje je napravio čovjek, jer je održavanje ljudskog života u ekstremnim svemirskim uvjetima preskupo, previše riskantno i neisplativo.[nedostaje izvor]
S prestankom rada Međunarodne svemirske postaje nakon STS-133 u ožujku 2011., planovi za američko istraživanje svemira ostaju u tijeku. „Constellation”, program Bushove administracije za povratak na Mjesec do 2020. ekspertsko izvješće iz 2009. ocijenilo je neadekvatno financiranim i nerealnim. Obamina administracija predložila je reviziju „Constellationa” 2010. kako bi se usredotočila na razvoj sposobnosti za misije s ljudskom posadom izvan niske Zemljine orbite, predviđajući širenje Međunarodne svemirske postaje nakon 2020., prenoseći razvoj lansirnih vozila s posadom iz NASA-e u privatni sektor i razvoj tehnologija za omogućavanje misija izvan niske Zemljine orbite.
Godine 2000. Kina je pokrenula uspješan program svemirskih letova s posadom, dok su Europska unija, Japan i Indija također planirale buduće svemirske misije s ljudskom posadom. Kina, Rusija, Japan i Indija zagovarale su misije s ljudskom posadom na Mjesec tijekom 21. stoljeća, dok je Europska unija također zagovarala misije s ljudskom posadom na Mjesec i Mars tijekom 20. i 21. stoljeća. Od 1990-ih privatni poduzetnici počeli su promicati svemirski turizam, a potom i javno istraživanje lunarnog svemira.